# Citropsis articulata
Citropsis articulata là một loài thực vật trong họ Rutaceae. Đây là loài đặc hữu của miền Trung và Tây Phi, và được người ta ăn và sử dụng trong y học thảo dược truyền thống châu Phi.
Tại Uganda, người ta tin rằng rễ cây nay nếu uống một lần một ngày hoặc một lần trong ba ngày được coi là một loại thuốc kích thích tình dục mạnh mẽ cho nam giới. Khoa học đã không điều tra tính xác thực của niềm tin này. Các nhà bảo tồn ở Uganda đang lo ngại rằng nhu cầu loại cây này đe dọa sự sống còn của đa dạng di truyền của loài này tại các quốc gia đó. 